# Arrigo Boito
Arrigo Boito (Padua, 24 de febrero de 1842-Milán, 10 de junio de 1918) fue un poeta, narrador y refinado compositor italiano, conocido sobre todo por sus libretos y su ópera Mefistofele, con la que pretendió introducir en Italia el estilo wagneriano.

## Biografía
Estudia violín, piano y composición en el Conservatorio de Milán, desde 1854. Terminados sus estudios, parte con Franco Faccio a París donde entra en contacto con Gioachino Rossini. Visita después Polonia, Alemania, Bélgica e Inglaterra.
De regreso a Milán, después de un período en el que trabaja en varios oficios, en 1862 escribe la letra del Himno de las Naciones, que es luego musicalizado por Giuseppe Verdi para la Exposición Universal de Londres.
Trabaja varios años en una ópera acerca del mito de Fausto, Mefistofele —basada en el Fausto de Goethe— tema que también fue musicado en obras de Louis Spohr —una ópera compuesta en 1816—, Richard Wagner —su Obertura de Fausto en re menor, de 1844—, Hector Berlioz —La Damnation de Faust, obra dramática no teatral, de 1846—, Charles Gounod —una ópera, de 1859— y, posteriormente, en el siglo xx, Ferruccio Busoni —su ópera Doctor Fausto, de 1916—.
Durante dos meses de 1866, junto a sus amigos Franco Faccio y Emilio Praga, sigue a Giuseppe Garibaldi en las acciones del Trentino.
En 1868 presenta en La Scala de Milán su ópera Mefistofele. El estreno no es bien recibido y provoca desórdenes y peleas por su supuesto 'wagnerismo'; después de dos representaciones la policía interrumpe las funciones. Boito hace varias revisiones de la ópera y realiza cortes —la parte de Fausto, escrita para un barítono, es reescrita para tenor—. La nueva versión, presentada en 1876 en el Teatro Comunale de Bolonia, es un gran éxito y a partir de entonces forma parte del repertorio más conocido de óperas y es presentado con frecuencia. El papel más famoso del tenor Beniamino Gigli (1890-1957) fue justamente el de Fausto de esta Mefistofele.
Aparte de Mefistofele, Boito escribió muy poca música. Terminó —pero más tarde destruyó— otra ópera, Ero e Leandro, y dejó incompleta otra más, Nerone, en la que había estado trabajando, de manera discontinua, entre 1877 y 1915; excluyendo su último acto, para el que Boito dejó unos pocos esbozos, Nerone fue terminada tras su muerte por Arturo Toscanini y Vincenzo Tommasini y se estrenó en La Scala, 1924. Mefistofele es la única de sus obras que actualmente se representa con cierta regularidad. El prólogo a la ópera, ambientado en el Cielo, es una pieza de concierto favorita. Enrico Caruso incluyó sus dos arias para tenor en su primera sesión de grabación. También dejó una Sinfonía en La menor en un manuscrito.
En los siguientes años se dedica principalmente a la poesía y la escritura de libretos para otros compositores. Los resultados más notables de este período son La Gioconda para Amilcare Ponchielli —para la cual utiliza el seudónimo de «Tobia Gorrio», anagrama de su nombre—, Otello (1883) y Falstaff (1893), considerada una de las mejores comedias del mundo para Giuseppe Verdi. Otros libretos incluyen Amleto para Faccio, La Falce para Alfredo Catalani y la revisión del texto de Simón Boccanegra (1881) para Verdi.
Fue considerado un escritor scapigliati. El movimiento literario y artístico scapigliatura [libertinaje] se desarrolló tras la proclamación del reino de Italia (1861) sobre todo en el norte, y en particular en Milán, capital del mundo editorial y del periodismo. Los scapigliati adoptaron posiciones bastante críticas frente a la literatura y la cultura italianas de su tiempo, admirando sobre todo a autores extranjeros como Baudelaire, Gautier, Heine, Hoffmann, Jean Paul y Poe: una predilección que determinó un positivo efecto de apertura y rejuvenecimiento de la cultura literaria italiana.
Como poeta compuso Rey Oso (1865) y El libro de los versos (1870), aunque escribió también cuatro novelas, entre las cuales destaca El alfil negro (1867), historia de una partida de ajedrez a muerte entre un negro, Tom, y un blanco, Giorgio Anderssen, en la que cada uno lleva su correspondiente color.
Escribe poemas, novelas y ensayos para la Gaceta Musical. Compone una segunda ópera llamada Ero e Leandro, pero al quedar descontento con el resultado la destruye. Posteriormente inicia la composición del libreto y la música de otra ópera, Nerone; en 1901 publicó el libreto, pero no llega a completarla. De esto se encargan posteriormente los compositores Arturo Toscanini y Vincenzo Tommasini y es estrenada en el Teatro La Scala de Milán el 1 de mayo de 1924.
Entre 1889 y 1897 fue director del Conservatorio de Parma.
Se encuentra sepultado en el Cementerio Monumental de Milán.